# Championnats d'Europe de VTT 2005
Navigation
Édition précédente Édition suivante
Les championnats d'Europe de VTT 2005 ont lieu pour la descente du 23 au 24 juillet à Commezzadura en Italie et pour le cross-country du 29 au 31 juillet à Kluisbergen en Belgique. Ils sont organisés par l'Union européenne de cyclisme .

## Résultats

### Cross-country
| Épreuve                | Vainqueur                                                  | Deuxième                                                     | Troisième                                                                |
| ---------------------- | ---------------------------------------------------------- | ------------------------------------------------------------ | ------------------------------------------------------------------------ |
| Hommes                 | Jean-Christophe Péraud                                     | Julien Absalon                                               | Marco Bui                                                                |
| Hommes                 | 1 h 54 min 19 s                                            | + 30 s                                                       | + 46 s                                                                   |
| Femmes                 | Gunn-Rita Dahle                                            | Maja Włoszczowska                                            | Margarita Fullana                                                        |
| Femmes                 | 1 h 57 min 08 s                                            | + 1 min 52 s                                                 | + 2 min 39 s                                                             |
| Hommes moins de 23 ans | Rudi van Houts                                             | Jakob Fuglsang                                               | Yury Trofimov                                                            |
| Hommes moins de 23 ans | 1 h 52 min 01 s                                            | + 1 min 23 s                                                 | + 3 min 23 s                                                             |
| Hommes juniors         | Patrik Gallati                                             | Martin Fanger                                                | Anders Hovdenes                                                          |
| Hommes juniors         | 1 h 26 min 44 s                                            | + 1 min 11 s                                                 | + 1 min 54 s                                                             |
| Femmes juniors         | Magdalena Pyrgies                                          | Aleksandra Dawidowicz                                        | Julie Krasniak                                                           |
| Femmes juniors         | 1 h 20 min 06 s                                            | m.t.                                                         | + 34 s                                                                   |
| Relais mixte           | Italie Marco Bui Tony Longo Eva Lechner Johannes Schweiggl | Suisse Nino Schurter Martin Fanger Petra Henzi Florian Vogel | Suède Emil Lindgren Matthias Wengelin Maria Östergren Fredrik Kessiakoff |
| Relais mixte           | 1 h 00 min 01 s                                            | + 12 s                                                       | + 20 s                                                                   |